# Hydrocotyle incrassata
Hydrocotyle incrassata är en växtart i släktet Hydrocotyle och familjen araliaväxter.
Arten är en perenn ört som förekommer i västra Sydamerika från Colombia till Bolivia. Den beskrevs av Hipólito Ruiz López och José Antonio Pavón 1802.